# Cornelia Strong
Pour les articles homonymes, voir Strong.
Cornelia Strong (1877 - 3 juin 1955) est une universitaire, astronome et mathématicienne américaine. Elle est professeure au Woman's College de l'université de Caroline du Nord, où elle enseigne les mathématiques et l'astronomie, de 1905 à 1948. Strong fonde le programme d'astronomie du Woman's College en 1931. Une résidence et un collège résidentiel de l'université de Caroline du Nord à Greensboro, comme le Woman's College est nommé plus tard lorsqu'il est devenu une institution mixte, sont nommés en son honneur.

## Enfance et éducation
Cornelia Strong naît à Walhalla, en Caroline du Sud en 1877, de Hugh Cornelia Strong, un ministre presbytérien, et de Cornelia Harris Gregg,. Elle est d'origine irlandaise. Strong fait ses études à l'Agnes Scott Institute, une école privée presbytérienne pour filles et l'une des écoles des Seven Sisters du Sud,.
Elle obtient un baccalauréat ès arts de l'université Cornell en 1903,. Pendant ses études à Cornell, Strong est élue à Sigma Xi, une société d'honneur pour les étudiants en sciences et en ingénierie,. Après avoir obtenu son diplôme, elle s'installe en Caroline du Nord pour enseigner. Tout en travaillant en Caroline du Nord, elle suit des programmes de cours d'été à l'université Harvard, à l'université de Californie, à l'université du Colorado et à l'université du Wisconsin,. Strong obtient une maîtrise en mathématiques et en astronomie à l'université du Michigan en 1931,.

## Carrière
En 1903, après avoir obtenu son diplôme de Cornell, Cornelia Strong enseigne au Queens College de Charlotte, en Caroline du Nord.
En 1905, Cornelia Strong rejoint le corps enseignant du State Normal and Industrial College, un collège pour femmes à Greensboro, en Caroline du Nord, qui faisait partie du système de l'université de Caroline du Nord,. Au cours de son mandat de quarante-trois ans, l'école change de nom pour devenir le North Carolina College for Women en 1919, puis le Woman's College de l'université de Caroline du Nord en 1932. En tant que professeure de mathématiques, elle s'efforce d'offrir à ses étudiantes diverses carrières après l'obtention de leur diplôme, notamment comme enseignantes et comme « ordinateurs humains » au sein du National Advisory Committee on Aeronautics et de la National Aeronautics and Space Administration. En 1931, après avoir obtenu son diplôme d'études supérieures, Strong commence à donner les premiers cours d'astronomie au North Carolina College for Women. Elle organise des réunions de classe à quatre heures du matin pour observer les anneaux de Saturne, les lunes de Jupiter, les constellations et les cratères lunaires à l'aide d'un télescope.
À un moment donné, elle prend un congé de l'enseignement pour retourner à Cornell et aider John Henry Tanner, l'un de ses anciens professeurs, à écrire un manuel d'algèbre pour les écoles secondaires,.
De 1913 à 1937, elle préside le Committee on Advanced Standing, qui évalue les dossiers scolaires des anciennes élèves des premières années de l'histoire du collège afin de déterminer la quantité de travail nécessaire pour répondre aux exigences actuelles du diplôme. Elle est également membre du Loan Committee, du Curriculum Committee, du Consolidated University Administrative Council, du Mendenhall Scholarship Committee et conseillère pédagogique,,. Elle est présidente du Loan Committee de 1937 à 1948. Elle représente également le Woman's College au sein du Conseil administratif de la Consolidated University.
Cornelia Strong prend sa retraite de l'enseignement en 1948. Avant de prendre sa retraite, elle écrit un poème adressé aux étudiants en mathématiques du collège.

## Vie personnelle
Cornelia Strong est connue pour cueillir des fleurs dans son jardin et livrer de petits bouquets aux nouveaux membres du corps enseignant.
Elle est membre de l'Association mathématique d'Amérique, de l'Association éducative de Caroline du Nord, de l'Académie des sciences de Caroline du Nord et du Club d'astronomie de Greensboro. Fervente presbytérienne, elle est paroissienne de l'Église de l'Alliance et donne des cours de Bible à l'église, ainsi qu'au Woman's College et à la Young Women's Christian Association locale,.

## Décès et héritage
Cornelia Strong décède le 3 juin 1955 à l'hôpital Wesley Long de Greensboro après avoir été hospitalisée pendant six semaines,. Un service funèbre presbytérien est célébré à la chapelle de la maison funéraire Forbis & Murray. Elle est enterrée à Walhalla, en Caroline du Sud,.
En novembre 1955, elle est honorée à titre posthume lors du conseil de la faculté, où les membres du département de mathématiques ont lu un hommage à son égard.
En 1960, une nouvelle résidence sur le campus du Woman's College, la Moore-Strong Residence Hall, est nommée en l'honneur de Strong et de Mary Taylor Moore, membre de la promotion 1903 qui a occupé le poste de registraire de 1909 à 1948. En 1994, le Cornelia Strong College est officiellement créé par le College of Arts and Sciences de l'université de Caroline du Nord à Greensboro, le Woman's College ayant été nommé après être devenu une institution mixte,. Le Cornelia Strong College est ensuite déplacé du Moore-Strong Residence Hall au Guilford Hall.